# Anselmo Aieta
Anselmo Alfredo Aieta (San Telmo, Buenos Aires, 5 de noviembre de 1896 – 25 de septiembre de 1964) fue un bandoneonista y compositor de tango argentino.
Es tío del actor Roberto Aita y tío abuelo de las actrices Fiorella y Estefanía Aita.

## Carrera profesional
Ingresó en la orquesta de Francisco Canaro en 1919 y la abandonó en 1923. Por esos años, conoció al poeta Francisco García Jiménez, con quien compuso sus mayores éxitos. Luego formó su propia orquesta. En 1925, integró la Orquesta Típica Paramount, junto con Juan D'Arienzo y Ángel D'Agostino, entre otros.
Fue uno de los compositores favoritos de Carlos Gardel, quien grabó dieciséis de sus composiciones. Uno de sus temas más populares fue el vals Palomita blanca (1929), con letra de Francisco García Jiménez, que tuvo numerosas grabaciones dentro y fuera de su país. 

## Obras
El huérfano (1921), Príncipe (1922), La mentirosa (1923), Suerte loca (1925), Siga el corso, Bajo Belgrano y Tus besos fueron míos (1926), Carnaval y La chiflada (1927), Entre sueños, Alma en pena y Yo me quiero disfrazar (1928), Prisionero, Palomita blanca, Chau ingrata, Tras cartón, Tan grande y tan sonso y Qué fenómeno, (1929), Primero campaneala y Bajo tierra (1930), Ya estamos iguales (1934), Mariposita (1940), Color de barro (1941), Estampa tanguera y Escolazo (1950), "Corralera"

## Filmografía
Actuó y realizó la música en el filme Los locos del cuarto piso de 1937 dirigido por Lisandro de la Tea y actuó en El forastero.